# 基恩斯 (伊利諾伊州)
基恩斯（英語：Keenes）是位於美國伊利諾伊州韋恩縣的一個村落。

## 地理
基恩斯的座標為38°20′15″N 88°38′29″W / 38.33750°N 88.64139°W，而該地最高點為海拔高度138米（即453英尺）。

## 人口
根據2010年美國人口普查的數據，基恩斯的面積為0.33平方千米，當中陸地面積為0.33平方千米，而水域面積為0.00平方千米。當地共有人口83人，而人口密度為每平方千米251人。